# Писац у фокусу
Писац у фокусу је књижевни програм Јавне библиотеке Бора Станковић у Врању покренут 2019. године, са идејом да у том граду окупља и промовише српске и регионалне књижевнике. У оквиру тог програма у Врању су протеклих година гостовали бројни књижевници из Србије и држава бивше Југославије.

## Историјат
Књижевни програм под називом "Писац у фокусу", Библиотека Бора Станковић у Врању покренула је 2019. године, са идејом да се врањској књижевној публици представе српски и регионални аутори, односно њихова актуелна књижевна дела. Повод да се отпочне са серијом гостовања најпопуларнијих писаца српске и регионалне књижевне сцене било је обележавање 140. рођендана најстарије установе културе у Врању. На дан тог јубилеја први књижевник који је гостовао у склопу програма "Писац у фокусу" био је Владислав Бајац. Он је са књижевним критичарем Гојком Божовићем као модератором одржао књижевно вече у дворишту Музеј куће Боре Станковића (где се већ традиционално одржава већина ових програма).
У оквиру програма Писац у фокусу у Врању су гостовали писци Милена Марковић, Александар Шурбатовић, академик Зоран Пауновић, Бојан Савић Остојић, Румена Бужаровска, Ламија Бегагић, Ивана Бодрожић, Намик Кабил, Катарина Митровић, Лука Трипковић, Дамир Каракаш, Божо Копривица, Алмир Алић, Марко Томаш, Зоран Димић, Ана Стишовић итд. 
Разговоре са писцима током протеклих година водили су и модерирали професорка књижевности и књижевна критичарка Ружица Марјановић и филозоф и књижевни критичар Иван Миленковић.
Ове програме у склопу обележавања Дана Библиотеке Бора Станковић, осим љубитеља књижевности, посећују представници страних амбасада, Министарства културе, Народне библиотеке Србије и други многобројни гости.

## Галерија
- Гостовање Владислава Бајца на првом програму под називом Писац у фокусу 2019. године
- Румена Бужаровска и Алмир Алић у Врању - гостовање у склопу програма Писац у фокусу 2021
- Божо Копривица у дворишту Музеј куће Боре Станковића 2021. године, у склопу програма Писац у фокусу
- Гостовање босанско-херцеговачке књижевнице Ламије Бегагић у оквиору програма Писац у фокусу 2021. године
- Вече са књижевником Марком Томашем из БиХ 2021. године
- Учешће српског књижевника Луке Трипковића у програму Писац у фокусу 2022
- Дамир Каракаш, књижевник из Хрватске, био је један од учесника овог књижевног програма 2022. године
- Писац Александар Шурбатовић гостовао је 2022. године у оквиру програма Писац у фокусу
- Академик Зоран Пауновић гостовао је у склопу овог програма 2023. године
- Писац Бојан Савић Остојић био је гост Врања и врањске библиотеке у склопу програма Писац у фокусу 2023. године
- Катарина Митровић, српска књижевница млађе генерације, била је гошћа програма Писац у фокусу 2024
- И Намик Кабил, писац из БиХ, био је учесник програма Писац у фокусу 2024. године